# Rainism
Rainism è il quinto album del cantante coreano Rain, ed il primo pubblicato dopo l'abbandono dell'etichetta discografica JYP Entertainment. Rainism è stato pubblicato il 16 ottobre 2008 in Corea del Sud, ed in seguito è stato pubblicato in altre quattro edizioni in tutta l'Asia.

## Tracce

### Prima edizione
1. My Way (Intro)
2. Rainism
3. Only You
4. Love Story
5. 사랑이라는 건
6. 내 여자
7. You
8. Fresh Woman
9. 더 끌려 (featuring C-Luv)
10. 고개 돌려
11. 9월 12일
12. My Way
13. Rainism [Remix]

### Edizione per la Cina
1. My Way (Intro)
2. Rainism
3. Only You
4. Love Story
5. 사랑이라는 건
6. 내 여자
7. You
8. Fresh Woman
9. 더 끌려 (featuring C-Luv)
10. 고개 돌려
11. 9월 12일
12. My Way
13. Rainism [Remix]
14. Rainism (in cinese)
15. Love Story [0912......After] (in cinese)
16. Rainism (in inglese)
17. Love Story [0912......After] (in inglese)

### Edizione per il Giappone
1. My Way (Intro)
2. Rainism
3. Only You
4. Love Story
5. 사랑이라는 건
6. 내 여자
7. You
8. Fresh Woman
9. 더 끌려 (featuring C-Luv)
10. 고개 돌려
11. 9월 12일
12. My Way
13. Rainism [Remix]
14. Rainism (in giapponese)
15. Love Story [0912......After] (in giapponese)
16. Rainism (in inglese)
17. Love Story [0912......After] (in inglese)

### Edizione per Thailandia, Vietnam e Filippine
1. My Way (Intro)
2. Rainism
3. Only You
4. Love Story
5. 사랑이라는 건
6. 내 여자
7. You
8. Fresh Woman
9. 더 끌려 (featuring C-Luv)
10. 고개 돌려
11. 9월 12일
12. My Way
13. Rainism  [Remix]
14. Rainism (in giapponese)
15. Love Story [0912......After] (in giapponese)
16. Rainism (in inglese)
17. Love Story [0912......After] (in inglese)
18. Rainism (in cinese)
19. Love Story [0912......After] (in cinese)
20. Rainism (in inglese)
21. Love Story [0912......After] (in inglese)

### Ristampa per la Corea del sud
- Disco 1

1. My Way (Intro)
2. Rainism Clean
3. Only You
4. Love Story
5. 사랑이라는 건
6. 내 여자
7. You
8. Fresh Woman
9. 더 끌려 (featuring C-Luv)
10. 고개 돌려
11. 9월 12일
12. My Way
13. Rainism [Remix] Clean

- Disco 2 - Bonus Material

1. 사랑이라는건 Acoustic Version]
2. 내여자 Acoustic Version]
3. 9월 12일 Acoustic Version
4. Fresh Woman Remix
5. Rainism (in inglese)
6. Love Story (in inglese)
7. Rainism (in giapponese)
8. Love Story (in giapponese)
9. Rainism (in cinese)
10. Love Story (in cinese)

- Disco 3 - DVD

1. Love Story Music Video

## Singoli
- 2008 - Rainism
- 2008 - Love Story (after 12th Sep)